# 18631 Maurogherardini
18631 Maurogherardini este o planetă minoră (asteroid), cu un diametru de 7,434 km, din centura de asteroizi. A fost descoperită pe 27 februarie 1998 la stazione osservativa di Asiago Cima Ekar⁠(d) de Andrea Boattini⁠(d). 
Obiectul prezintă o orbită caracterizată de o semiaxă mare de 2,6681877 UAi, o excentricitate de 0,14, o înclinație de 11,69691 ° în raport cu ecliptica.